# 童祥苓
童祥苓（1935年3月5日—2024年12月2日），生于天津，江西南昌人，京剧表演艺术家，工老生演员，“童家班”成员之一，第一批国家级非物质文化遗产项目京剧代表性传承人，师从马连良、周信芳两位大师，唱做全面，戏路宽广。
1949年，“童家班”一行进入上海京剧院。1956年，他被特聘成鞍山京剧团主要演员，并认识了其夫人张兰云（后被毛澤東改名为张南云）。1957年二人一起回到上海京剧院。
1965年，童祥苓在样板戏《智取威虎山》里成功塑造了“杨子荣”这一英雄人物的形象。在文革中，姐姐童芷苓被定性为“反动学术权威，国民党文化特务”，他为此公开顶撞了张春桥，而遭到“四人帮”的封杀。1969年，童祥苓被要求“立功赎罪”，拍摄现代京剧样板电影《智取威虎山》。1970年，《智取威虎山》在全国上映，在剧中饰演杨子荣的他闻名全国。因身体等多方面原因杨子荣在1972年再次被请出剧组。1975年又重回剧组，参与上海京剧院赴日本演出。
平反以后，1982年童祥苓担任上海京剧院二团业务副团长。1983年受京剧院党委的委托，进行体制改革组建承包队，担任负责人。后又主动提前退休，在上海开了一家面馆。2009年2月，鉴于童祥苓在京剧事业上的成就，上海市文化部门把他推选为“上海市非物质文化遗产项目代表性传承人”。
2024年12月2号，童祥苓于上海瑞金医院离世，享年89岁。